# Hexamita
Genre
Hexamita est un genre de flagellés parasites de la famille des Hexamitidae.

## Description
Quelques exemples d'animaux susceptibles d'être parasités par des espèces du genre Hexamita :
- les oiseaux, par exemple Hexamita meleagridis pour les dindes ou Hexamita columbae pour les pigeons[1] ;
- les grenouilles avec Hexamita intestinalis[2] ;
- les huîtres avec Hexamita nelsoni [3] ;
- les salmonidés avec Hexamita salmonis [4].

Les espèces du genre Hexamita mesurent entre 7 et 13 µm[réf. nécessaire]. 

## Liste des espèces
Selon World Register of Marine Species (26 mars 2025) :
- Hexamita capelani Lavier, 1936
- Hexamita cornuta Skvortsov, 1957
- Hexamita crassa G.A.Klebs, 1892
- Hexamita cryptocerci Cleveland, Hall, Sanders & Collier, 1934
- Hexamita fissa G.A.Klebs, 1892
- Hexamita fusiformis G.A.Klebs, 1892
- Hexamita gigas Bishop
- Hexamita gracilima Hamar, 1979
- Hexamita gyrans Stokes, 1887
- Hexamita hollandei Hamar, 1979
- Hexamita inflata Dujardin, 1841
- Hexamita insana Hamar, 1979
- Hexamita intestinalis Dujardin, 1841
- Hexamita longifila Hamar, 1979
- Hexamita muris (Grassi) Doflein, 1901
- Hexamita nodulosa Dujardin, 1841
- Hexamita ovata Swezy, 1915
- Hexamita parva A.G.Alexeieff, 1912
- Hexamita pusilla G.A.Klebs, 1892
- Hexamita rostrata Stein, 1878
- Hexamita salmonis (Moore, 1923) Wenyon, 1926
- Hexamita skujae Hamar, 1979
- Hexamita spiralis Stokes
- Hexamita truncatus Stokes, 1888

## Systématique
Le nom valide complet (avec auteur) de ce taxon est Hexamita Dujardin, 1838.
Hexamita a pour synonyme :
- Dicercomonas Grassi, 1882